# Vincent Vanhalewyn

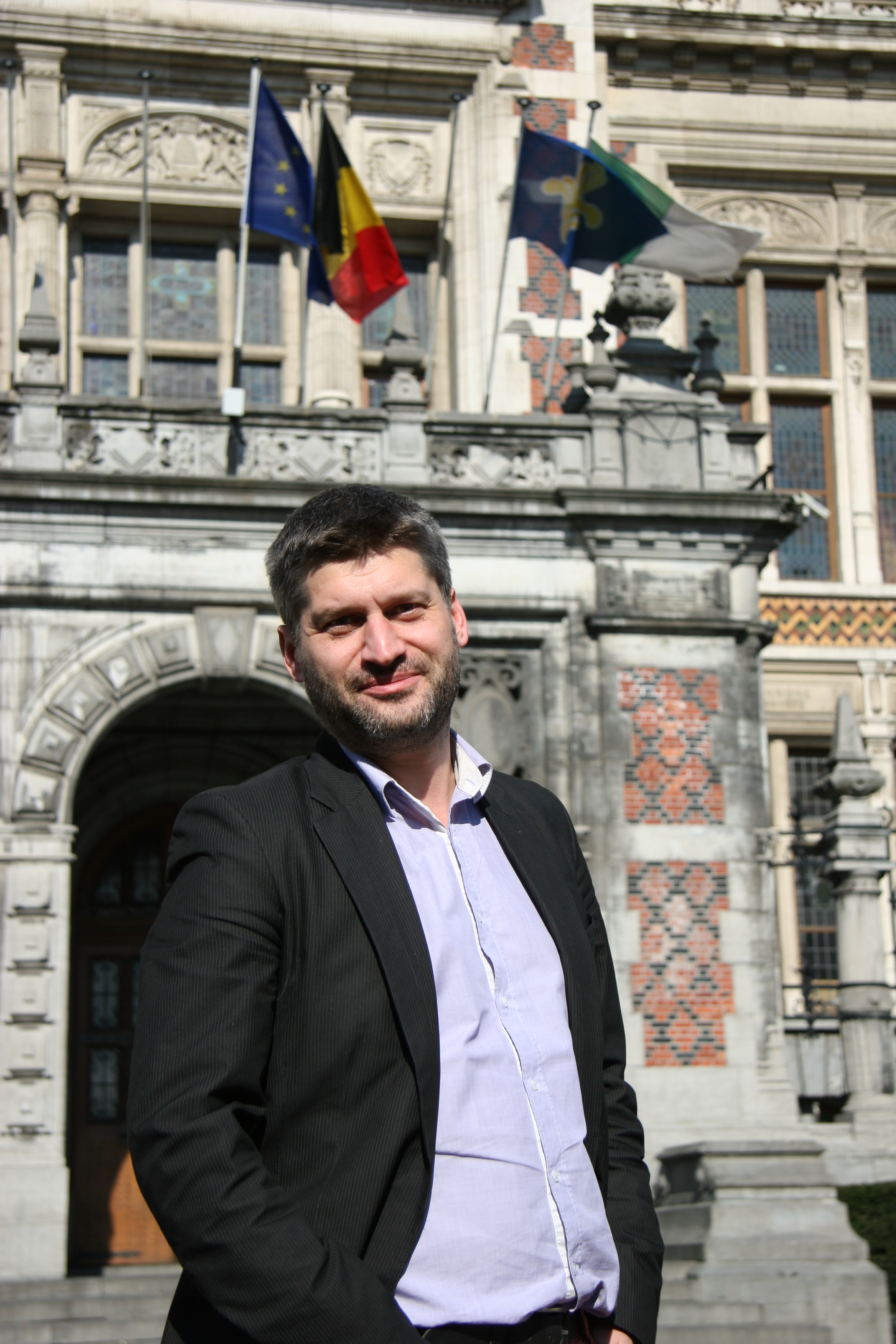
Vincent Vanhalewyn

Vincent Vanhalewyn (Ukkel, 20 mei 1974) is een Belgisch politicus voor Ecolo.

## Levensloop
Vanhalewyn behaalde het diploma van Bedrijfswetenschappen aan de School of Management van de UCL. Hij begon zijn professionele loopbaan van 2000 tot 2004 als adviseur bij Casius, een internationale privé-startup die actief is in vastgoed. Vanaf 2004 was hij politiek secretaris van de Ecolo-fractie in het Brussels Hoofdstedelijk Parlement, een functie die hij zou bekleden tot in 2010.
Sinds 2007 is Vanhalewyn gemeenteraadslid van Schaarbeek. Sinds december 2012 is hij er eerste schepen, tot december 2018 bevoegd voor Openbare Werken, Energie, Duurzame Ontwikkeling en Sociale Cohesie, daarna tot mei 2025 voor Klimaat, Openbare Ruimte, Gebouwen en Sociale Cohesie en ten slotte sinds mei 2025 belast met Klimaat, Energie, Begroting, Gelijke Kansen, Gemeentelijke Infrastructuur en Voogdij over het OCMW.
Van januari 2010 tot december 2012 was hij tevens lid van het Brussels Hoofdstedelijk Parlement. Vanhalewyn was er ondervoorzitter van de commissie Leefmilieu, Natuurbehoud, Waterbeleid en Energie en lid van de commissies Binnenlandse Zaken en Economische Zaken, Werkgelegenheidsbeleid en Wetenschappelijk Onderzoek.